# Leo Johnson
Leo Abel Johnson è un personaggio immaginario della serie televisiva statunitense I segreti di Twin Peaks, creata da Mark Frost e David Lynch.
È interpretato da Eric Da Re, con la voce italiana di Fabrizio Vidale.
È uno spacciatore di droga ed è in affari con Jacques Renault oltre la frontiera canadese. Per ammissione dello sceriffo Truman, non è in carcere solo perché non sono state rinvenute prove sufficienti.

## Profilo
All'inizio della serie, Leo è uno dei principali sospettati riguardo all'omicidio di Laura Palmer, difatti si dimostra immediatamente ostile alle indagini, il suo nome dà risultato positivo ad un test svolto dall'agente Cooper e, cosa più importante, è stato l'ultimo ad aver avuto un rapporto sessuale con lei. Si può dire che il personaggio, così come Benjamin Horne e il dottor Jacoby, svolga la funzione di "specchietto per le allodole" per distogliere l'attenzione dei fan dal vero assassino di Laura.
Personaggio estremamente negativo, Johnson, pur rivelandosi innocente riguardo all'omicidio della diciassettenne, è in realtà in combutta con numerose ulteriori attività criminali nella cittadina e nei suoi dintorni, primo tra tutti l'omicidio di Bernard Renault oltre allo spaccio di eroina e lo sfruttamento sessuale di numerose sue "clienti", viene fatto intendere abbia venduto i suoi servigi quale assassino e sabotatore anche a uomini ricchi e potenti quali Ben Horne.
Anche tra le mura domestiche, l'uomo si rivela dittatoriale, burbero e violento, tanto che picchia regolarmente la sua giovane moglie Shelly, principalmente perché ne mette in dubbio la fedeltà, quando lui stesso la tradisce di continuo. Dalla fine della prima stagione il personaggio diviene estremamente marginale, finendo prima in uno stato vegetativo ed in seguito in una catalessi che lo riduce a un ruolo muto fino alla fine della serie.

## Biografia

### Antefatti
Leo Johnson nacque a Twin Peaks, Washington, il 25 aprile 1963. Dopo aver frequentato il liceo locale, divenne un autotrasportatore e si immischiò nel giro di droga di Jacques Renault divenendone "socio alla pari" e guadagnando un certo benessere economico. Poco tempo dopo, a seguito di un lusinghiero corteggiamento, sposa Shelly ma, successivamente alle nozze rivela di essere interessato solamente ad avere una «cameriera che non c'è bisogno di pagare» e sarà sempre molto rude con lei.
Nel corso degli anni incominciò a servirsi di Bobby Briggs e Mike Nelson come subalterni e corrieri per la droga e, grazie a loro, conobbe Laura Palmer, la fidanzata ninfomane del primo, divenendone uno dei molteplici partner sessuali abituali.
La sera in cui ella venne uccisa si trovava proprio in compagnia sua, di Ronette Pulaski e Jacques Renault per un'orgia all'interno della Casa del Cane Morto, nel momento in cui l'assassino sopraggiunse tuttavia, Johnson si diede alla fuga con il compagno abbandonando le due ragazze al loro destino.

### NeI segreti di Twin Peaks
Dopo che, il mattino del 24 febbraio 1989, il corpo di Laura Palmer viene rinvenuto e le indagini dell'agente Cooper iniziano, Leo viene posto in cima alla lista dei sospetti ma riesce comunque a non essere incriminato. Contemporaneamente accetta di incendiare la Segheria Packard per ordine di Ben Horne e, scoperta la relazione tra la consorte ed il giovane Bobby Briggs, per vendicarsi decide lega Shelly all'interno dell'edificio prima di appiccarvi il fuoco. Quest'ultima viene tuttavia liberata da Catherine Martell.
In seguito rientra a casa sua e tenta di uccidere Bobby ma rimane ferito da un colpo di pistola di Hank Jennings, incaricato di ucciderlo per ordine di Horne, per assicurarsi il suo silenzio.
Finito in stato catatonico, Leo viene preso a carico da Bobby e Shelly, che nel frattempo decidono di andare a convivere e sfruttare la situazione per ottenere i fondi statali per il mantenimento. A metà della seconda stagione però, l'uomo si risveglia e, riottenute parzialmente le facoltà mentali, cerca di uccidere Shelly. Fallito miseramente il tentativo si rifugia dunque nei boschi, dove viene ritrovato da Windom Earle che lo schiavizza grazie ad un collare elettrificato per cani e che rapisce il maggiore Briggs al fine di estorcergli il segreto per aprire i cancelli della Loggia Nera.

### Epilogo
In un ultimo atto di lucidità e redenzione, Leo libera il maggiore Briggs per avvertirlo che Shelly è in pericolo e per questo viene punito da Earle, che lo lascia legato nella capanna da lui adoperata come rifugio con una gabbia di tarantole appesa sopra la sua testa e trattenuta dal cadere unicamente da uno spago tenuto stretto tra i suoi denti. Successivamente viene ucciso da un personaggio misterioso con cinque ferite d'arma da fuoco. L'autopsia è condotta da Albert Rosenfield. Secondo Albert, il metodo dell'omicidio è nello stile dell'FBI e questo lo porta a sospettare di Earle. Secondo molti fan invece l'assassino potrebbe essere il Bad Cooper, che lo avrebbe ucciso prima di rubare l'attrezzatura di Windom.

## Dopo il finale della serie
La sceneggiatura originale dell'episodio finale, Oltre la vita e la morte, avrebbe voluto Leo essere ritrovato dagli agenti dello sceriffo e, nel tentativo di parlare, liberare le tarantole sulla sua testa morendo per la loro puntura. Tale scena tuttavia venne eliminata quando Lynch riscrisse il copione, preferendo lasciare la questione in sospeso qualora si realizzasse una terza stagione.